# Grazie. E scusa.
Grazie. E scusa. (in svedese Tack och förlåt) è un film del 2023 diretto da Lisa Aschan.

## Trama
Rimasta all'improvviso da sola durante gli ultimi mesi di gravidanza, Sara riceve un inaspettato supporto in sua sorella maggiore Linda che non vedeva da tempo.

## Distribuzione
Il film è stato distribuito sulla piattaforma Netflix a partire dal 26 dicembre 2023.

## Riconoscimenti
- 2023 - Guldbagge
  - Candidatura miglior attrice a Sanna Sundqvist